# Val-de-Vière
Val-de-Vière is een gemeente in het Franse departement Marne (regio Grand Est) en telt 121 inwoners (2005). De plaats maakt deel uit van het arrondissement Vitry-le-François.

## Geografie
De oppervlakte van Val-de-Vière bedraagt 19,4 km², de bevolkingsdichtheid is 6,2 inwoners per km².
De onderstaande kaart toont de ligging van Val-de-Vière met de belangrijkste infrastructuur en aangrenzende gemeenten.

## Demografie
Onderstaande figuur toont het verloop van het inwonertal (bron: INSEE-tellingen).

1. ↑  Populations de référence 2022.